# 新田橋 (山形県)
新田橋（にいだばし）は、山形県米沢市にある最上川に架かる橋。

## 概要
山形県道101号米沢浅川高畠線が通る。米沢市の中田町と上新田を結んでいる。

## 歴史
初代
1934年、当時としては珍しいコンクリート製の橋として完成。長さは現在の橋と変わらず約200メートル (m) ほどであったが、幅は4 mほどしかなかった。
2代目（現行）
旧橋の幅の狭さに加え、橋脚の間隔の狭さが上流から流された木やごみが引っ掛かり、水害時の氾濫の一因となっていたことから山形県が県道米沢浅川高畠線整備事業の一環として、総工費2億3,400万円を費やし橋の架け替えに着手した。1974年8月、かつての橋から50 mほど上流に場所を移し現在の橋が完成した。
最上川水管橋の新設
1982年9月、置賜広域水道の最上川水管橋が新田橋のすぐ上流側に並行する形で完成した。